# Alessia Gizzi
Alessia Gizzi (Roma, 21 dicembre 1978) è una giornalista italiana.

## Biografia
Ha frequentato il Liceo Linguistico, parla tre lingue: l'inglese, il francese e lo spagnolo.
Il 13 maggio 2003, consegue la laurea con 110/110 nella facoltà di Scienze della comunicazione della Sapienza, con una tesi in Sociologia delle relazioni internazionali, parlando della stampa italiana e della differenza di tolleranza nei confronti del mondo musulmano dopo gli attentati dell'11 settembre 2001.
Nel 2003 collabora per il mensile 13 Magazine, occupandosi di esteri e cultura.
Ha lavorato anche per il settimanale cinematografico L'acchiappafilm.
In passato, inoltre, ha effettuato vari stage per: La Repubblica, Rai Corporation, America Oggi, Gente d'Italia, International Bureau di Roma, Rai News24, Visite a domicilio.
In seguito ha iniziato a lavorare come cronista per il TG3, dove ha condotto anche il TG3 Minuti, la rubrica Pixel, e l'edizione delle 14:20 dal 2017-18 al 2020 circa.
| Controllo di autorità | SBN LIGV060037 |